# Aboa Vetus & Ars Nova
Le musée Aboa Vetus & Ars Nova  est un musée situé dans le quartier II de Turku en Finlande. 

## Présentation
La partie Aboa Vetus présente le Turku médiéval. 
La partie Ars Nova est spécialisée en art contemporain. 

### Aboa Vetus
La partie souterraine Aboa Vetus présente l'histoire de Turku du Moyen Âge au XXe siècle.
Le musée est formé par six bâtiments médiévaux en ruines, dont les plus anciens datent de la fin du XIVe siècle.
Les plus anciennes structures en bois datent de la fin du XIIIe siècle.
Une partie de caves en bon état de conservation ont été utilisées jusqu'à la construction du palais Rettig en 1928.
On ne connait presque rien des propriétaires des maisons en pierre du Moyen Âge.
Cependant il est probable que ces bâtiments aient été habités par des membres de la bourgeoisie d'origine allemande et suédoise.
Le musée est situé dans le quartier du couvent et l'on suppose qu'au Moyen Âge il y avait au moins deux maisons de corporation de Turku : la guilde de Saint Nicolas et la guilde des rois mages.
Il n'est pas impossible qu'au moins l'une des deux ait été située dans la zone du musée.
On sait aussi que dans le quartier du couvent se trouvait la Prébende de l'église.
Après le Moyen Âge, les caves du côté de la rue Itäinen Rantakatu ont appartenu entre-autres à Gustav Albert Petrelius qui y installera l'établissement de bains d'Aura qui fonctionnera de 1874 à 1907.
L’établissement de bains est vendu à l'usine de tabac de Rettig qui fonctionnera dans le bâtiment jusqu'en 1928.

### Ars Nova
Ars Nova est réparti sur deux étages.
Le rez-de-chaussée accueille chaque année quatre expositions temporaires. Le premier étage expose chaque année deux expositions des collections de la fondation Matti Koivurinta et il permet de voir le jardin à la française.
En 2011, Ars Nova ouvre la galerie Takkahuone, qui accueille de petites expositions.
À partir de 2013, le fond Matti Koivurinte y accueille chaque année un artiste en résidence.

## Galerie

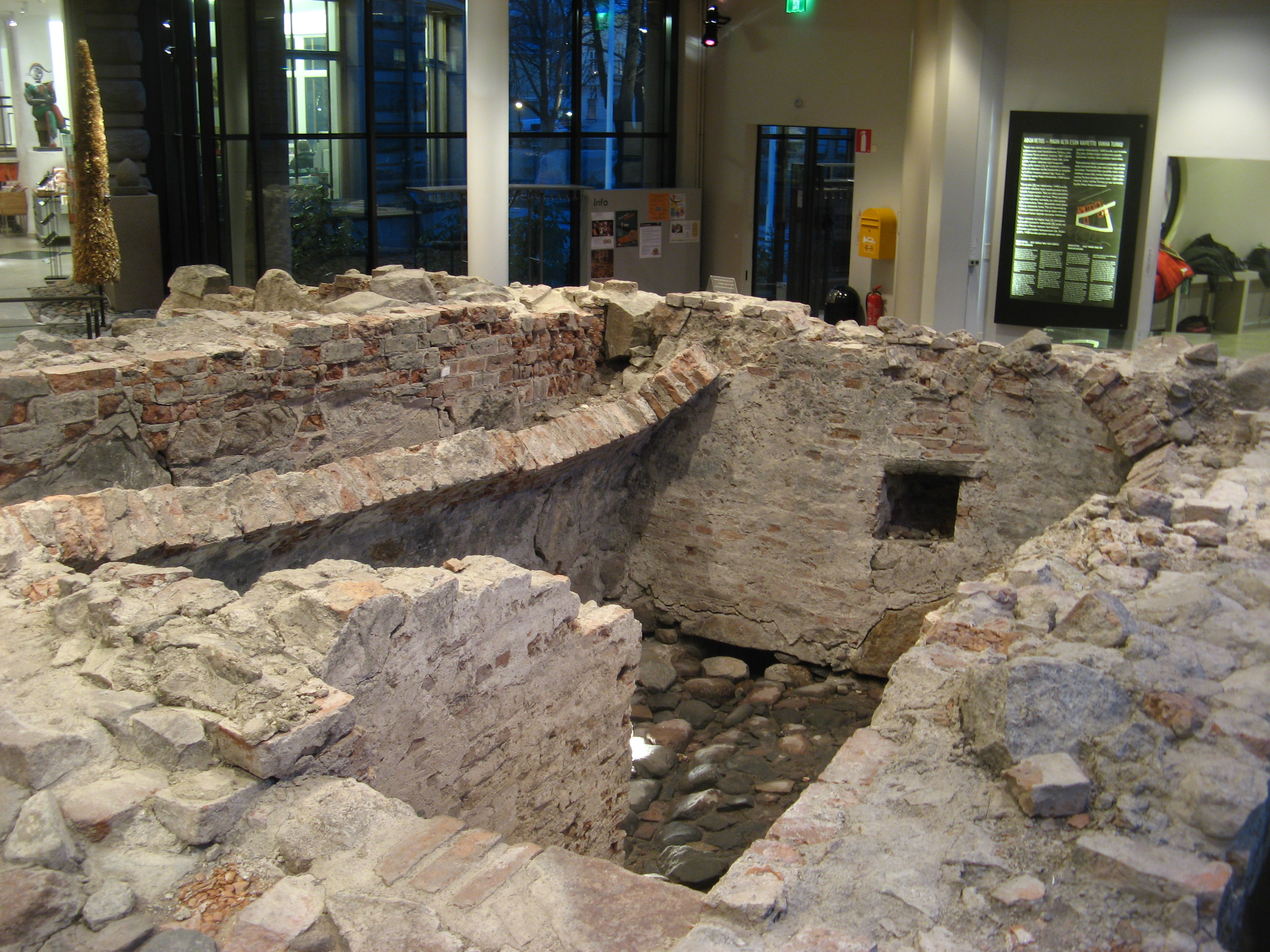
Vestiges du XVe siècle.
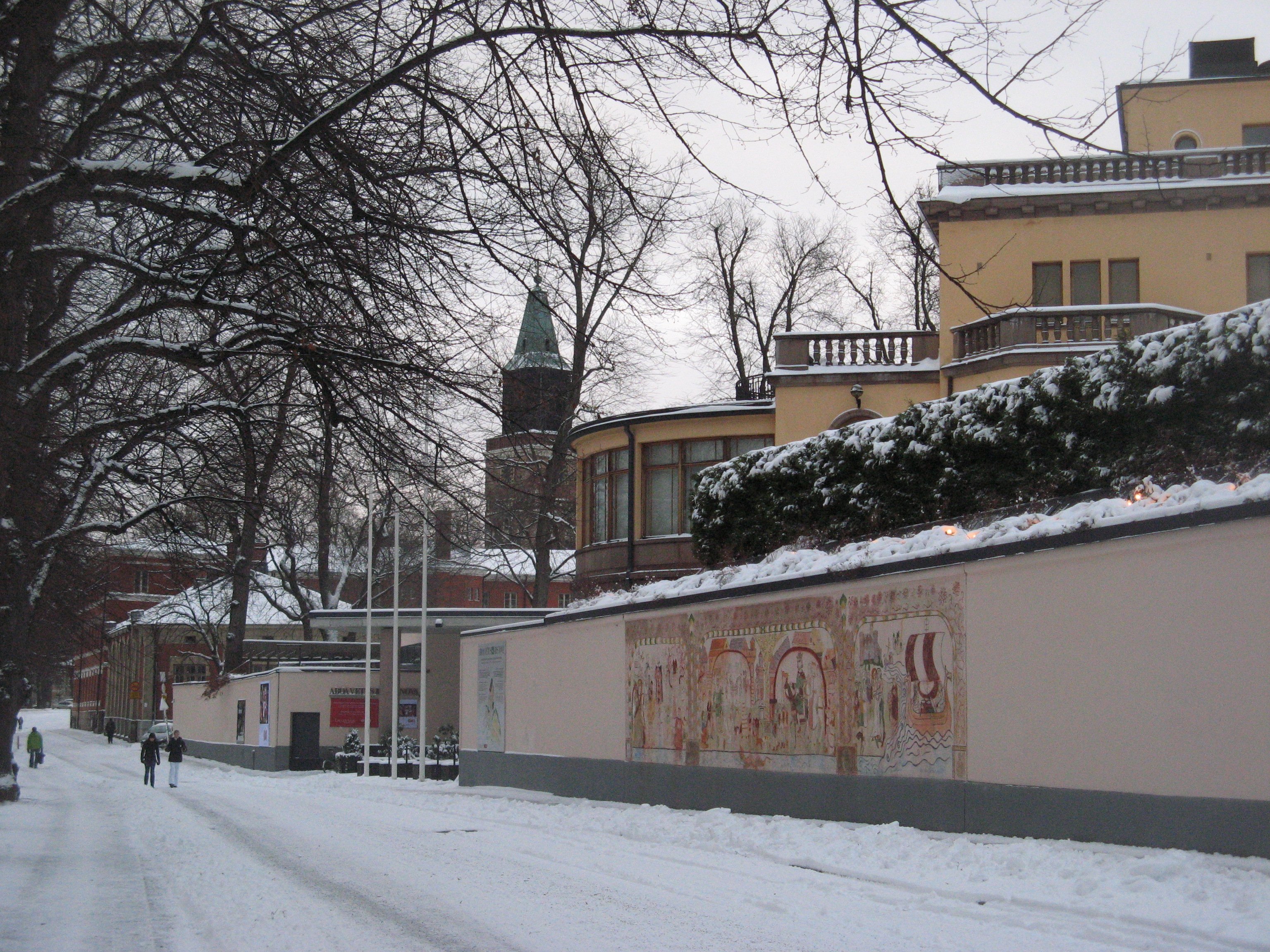
Le musée vu dans la direction de la cathédrale de Turku.
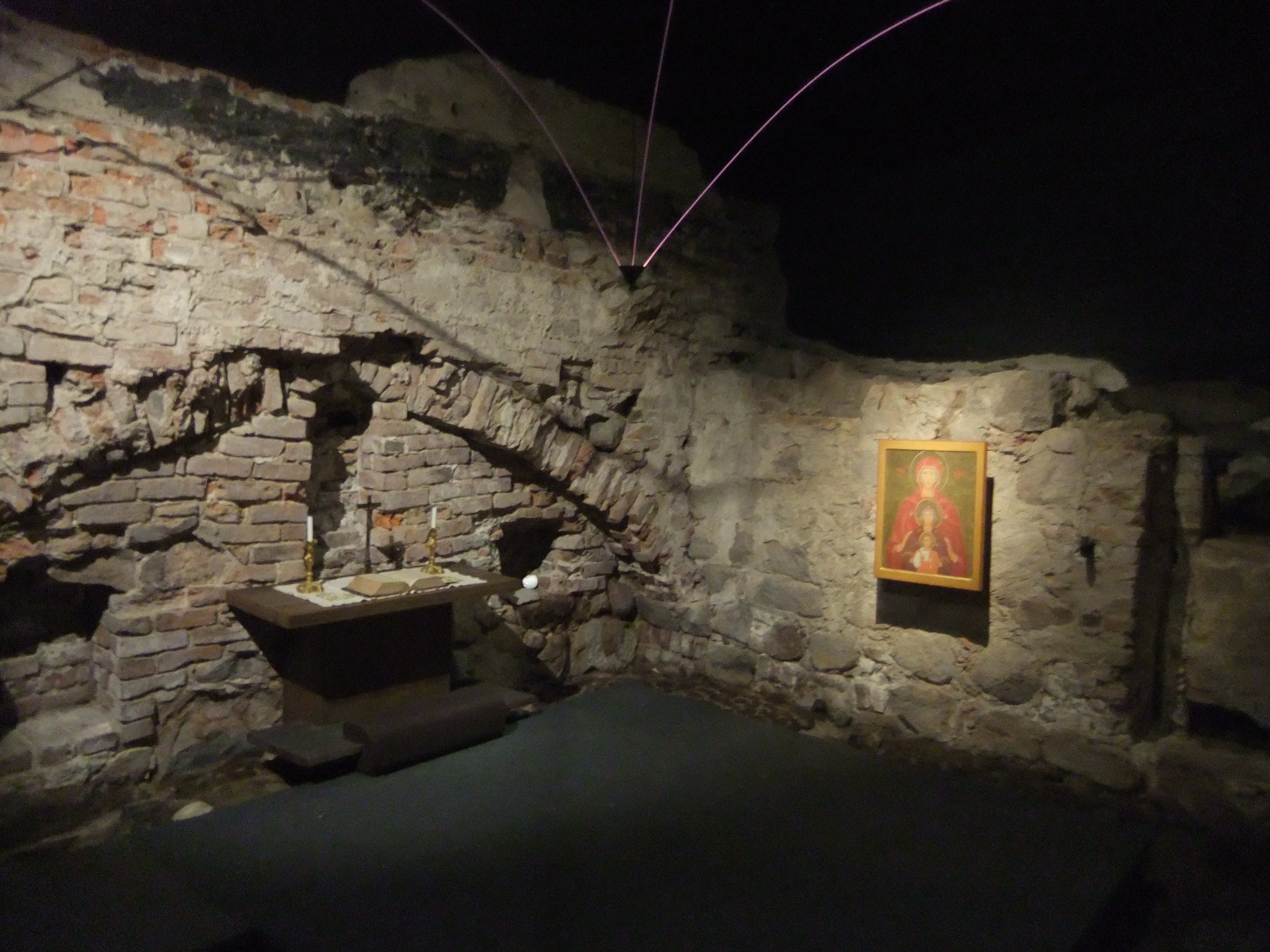
La chapelle Sainte-Anne.
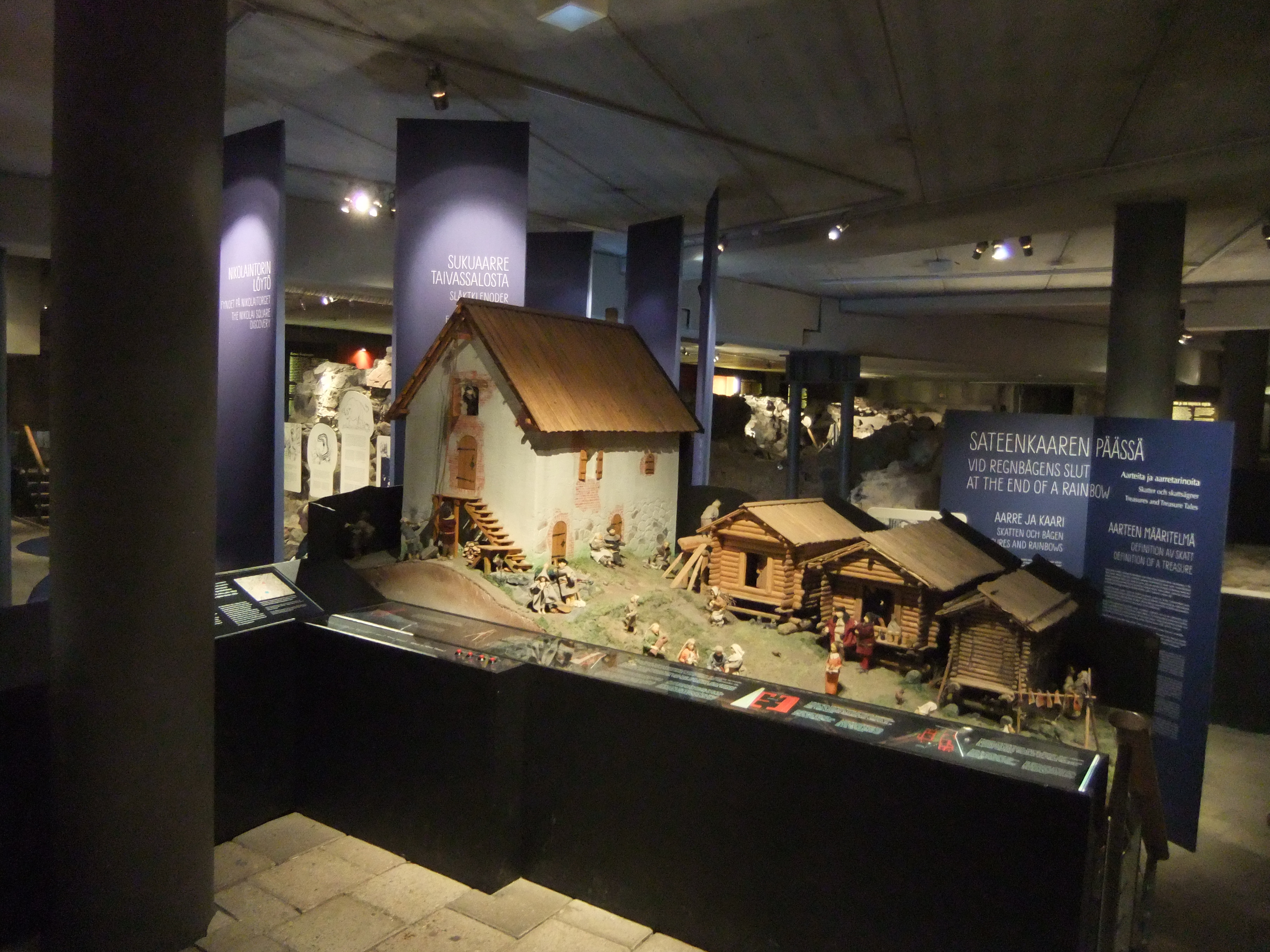
Un modèle du musée.